# Díptico (publicidad)

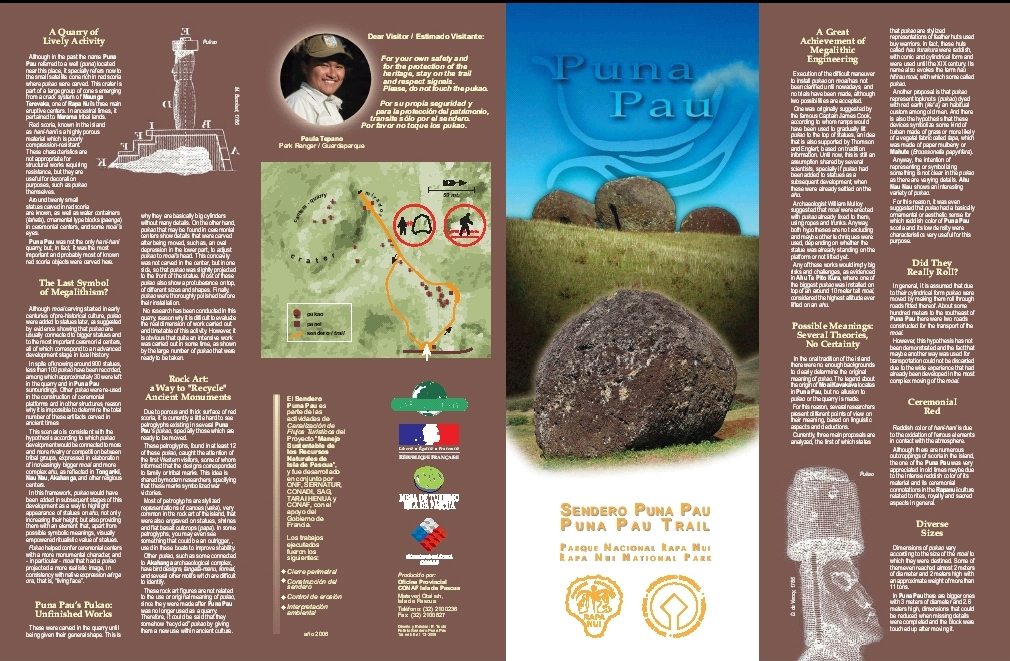
Díptico abierto

En publicidad y artes gráficas, un díptico es un folleto impreso formado por una hoja de papel o cartulina que se dobla en dos partes. Constituye un medio para comunicar ideas sencillas sobre un producto, servicio, empresa, evento, etc. Su nombre deriva, por extensión, de los dípticos artísticos.

La forma de distribución de los dípticos es variada, siendo muy habitual el mailing al domicilio de los clientes. También se distribuye por medio de buzoneo o se coloca sobre los mostradores de venta o en muebles expositores
Es una hoja o cartulina doblada en dos con imágenes y brinda información.

## Características
La disposición de la información suele ser la siguiente:
- En las portadas se imprime el eslogan o frase de la campaña así como el logotipo identificativo de la empresa.
- En el interior se despliegan los argumentos de venta exponiendo las ventaja  competitiva del

por fotografías o gráficos.
- Por último, la contraportada se reserva para colocar el logotipo de la empresa y datos de utilidad como localización, teléfono de contacto, etc.